# Mortification
Pour le groupe musical, voir Mortification (groupe).
 (août 2025).
Si vous disposez d'ouvrages ou d'articles de référence ou si vous connaissez des sites web de qualité traitant du thème abordé ici, merci de compléter l'article en donnant les références utiles à sa vérifiabilité et en les liant à la section « Notes et références ».

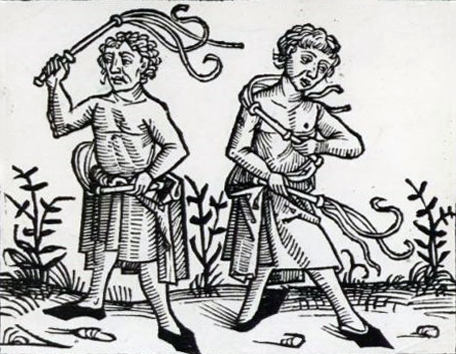
Mortification par flagellation.

La mortification est une pratique d'ascèse religieuse qui consiste à s'imposer une souffrance, en général physique, dans un but expiatoire et pour progresser dans le domaine spirituel.
L'expression « mortification corporelle » s'emploie habituellement dans le contexte de la religion catholique où cette pratique a été abondamment thématisée. Au sein de la plupart des religions, on retrouve également des pratiques de mortification et plus généralement d'ascétisme.

## Étymologie et signification
Le terme de « mortification », et le verbe « mortifier » qui lui est associé, viennent du latin mortificare, littéralement « faire mourir ». Dans la langue courante, le mot signifie une humiliation ou une contrariété imposée à quelqu’un. Il possède cependant dans le christianisme une histoire et une signification spécifiques.
Celles-ci trouvent leur origine dans les écrits de Saint Paul, lorsqu’il oppose la vie « selon l’Esprit » (du Christ) à la vie « selon la chair » (le péché) : « Si vous vivez selon la chair, vous mourrez. Mais si par l’Esprit vous faites mourir les œuvres du corps, vous vivrez » (Rm 8,13) ; « Mortifiez donc vos membres terrestres : fornication, impureté, passion coupable, mauvais désirs, et cette cupidité qui est une idolâtrie… » (Col 3,5). En latin, « faire mourir » et « mortifier » se traduisent par le verbe mortificare, et c’est par ce biais que le terme de mortification s’est introduit dans le vocabulaire chrétien. Il s’est généralisé à l’époque moderne pour désigner, de façon technique, les diverses pratiques par lesquelles on cherche méthodiquement à soumettre l’ensemble des facultés humaines à la volonté et, plus fondamentalement, à Dieu.

## Dans le catholicisme
La mortification consiste à contrarier volontairement une inclination, soit en se privant d’une satisfaction, soit en s’imposant une action pénible voire une souffrance. Elle favorise ainsi le « renoncement à soi-même » qui permet de se tourner vers le prochain par amour de Dieu et de la Croix. À ce titre, la mortification est une nécessité reconnue, non sans nuances et accents divers, par tous les maîtres catholiques de vie spirituelle[réf. nécessaire]. Elle a revêtu, au long des siècles, des formes variées, inspirées fondamentalement de la pratique du jeûne qui est explicitement recommandée dans l’Évangile : le jeûne, l’acceptation joyeuse des souffrances envoyées par Dieu dans le but de s'unir davantage aux souffrances que Jésus-Christ subit pendant Sa Passion, l’obéissance stricte des Dix commandements et de l’Évangile, la privation volontaire, sont les formes les plus communes de mortification dans la Tradition catholique.

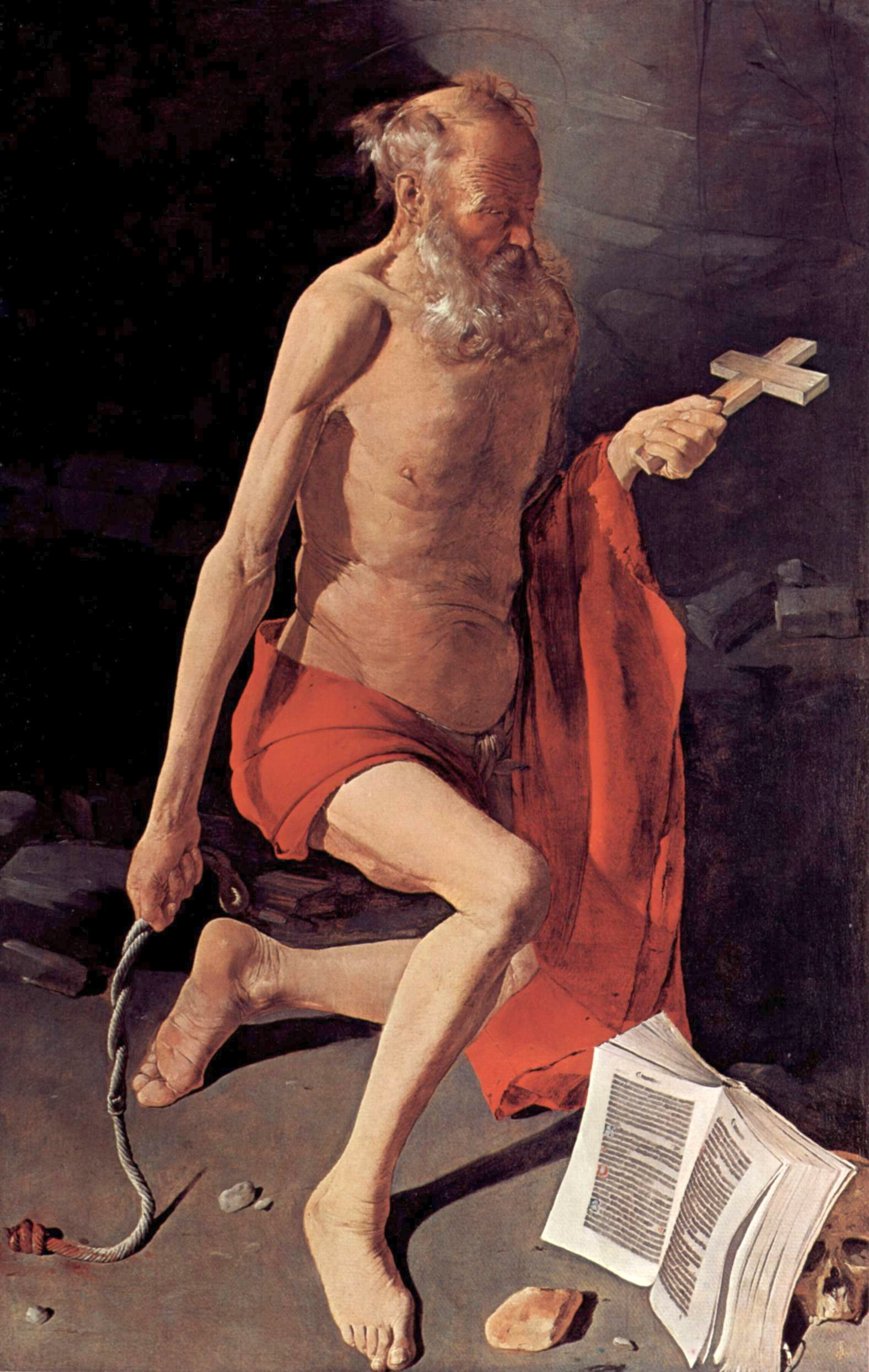
Saint Jérôme pénitent de Georges de La Tour (1625), musée de Grenoble.

Des tendances excessives n’ont jamais manqué, qui pouvaient aboutir à une recherche excessive de la souffrance et au mépris du corps dans le but de châtier son corps du péché et "mourir" par amour du Christ. À l’opposé, des contestations de l’utilité de la mortification sont également une constante de l’histoire de la spiritualité catholique. Face à ces deux excès, l’enseignement catholique sur la mortification peut se résumer ainsi :
- aucune vie authentiquement religieuse ne peut se développer sans la pratique de l'Ascèse et de la mortification ;
- la pratique catholique de la mortification doit toujours tendre à la juste mesure, en évitant soigneusement une exagération qui nuirait autant à la santé qu’à la qualité même de la vie spirituelle.

L'abstinence volontaire de nourriture, communément désignée sous le terme de jeûne, constitue une forme de mortification corporelle. Cette pratique a pour finalité de détourner l'âme des plaisirs éphémères, tels que la gourmandise, afin de l'élever vers des réalités spirituelles plus hautes. En tant que moyen de sanctification, le jeûne participe à la rémission des péchés, sous réserve que le pénitent y engage son cœur avec une intention sincère d'expiation et un désir authentique d'union à la Passion du Christ. Ainsi, l'âme se rapproche de son Créateur. Un corps allégé des excès alimentaires devient plus apte à se livrer aux exercices spirituels, facilitant l'élévation de l'âme. Toutefois, il est impératif d'adapter cette pratique aux besoins particuliers de chacun afin d'éviter tout effet néfaste sur la santé. Dans cette optique, il est conseillé de consulter un directeur spirituel, apte à guider le choix des mortifications appropriées.
Les veilles, autre forme de mortification, se manifestent par une privation volontaire de sommeil. Elles visent à libérer le pénitent de la paresse, un obstacle à l'élévation spirituelle. Cependant, il est essentiel d'ajuster cette pratique au rythme biologique individuel, afin de préserver l'accomplissement des devoirs religieux. Seul un guide spirituel expérimenté est en mesure d'évaluer l'aptitude du pénitent à ces pratiques austères, tout en tenant compte de ses besoins et de ses limites.
En somme, la mortification s'inscrit dans la démarche de l'âme qui, par amour de Dieu, endure la souffrance. Elle favorise le détachement des biens matériels et la transcendance des contraintes physiques, ouvrant ainsi la voie à une élévation spirituelle. L'âme, ainsi purifiée, peut aspirer à une union plus profonde avec le divin, nourrissant une vie intérieure riche et profonde.

## Mortification et pénitence dans la Bible
Le terme de « mortification », en son sens actuel, n’appartient pas au vocabulaire biblique, bien qu’il soit fondé sur les textes de saint Paul cités plus haut. En revanche, la réalité de pratiques volontairement pénibles, dans un but spirituel, est largement présente dès l’Ancien Testament.

### Ancien Testament
L’expression la plus connue, passée dans le langage courant, est celle du « sac et la cendre », acte pénitentiel consistant à revêtir un tissu pauvre et rugueux et à se couvrir la tête de cendre. Le vêtement rugueux, vêtement de deuil, est à l’origine du cilice. C’est en revêtant le sac, ainsi qu’en jeûnant et en dormant sur la terre nue, que le roi David exprime son repentir après son adultère et le meurtre d’Urie (cf. 2 S 12,16), et que le roi Achab s’humilie après le meurtre de Naboth (cf. 1 R 21,27).
L’Ancien Testament atteste également l’ampleur des motivations qui justifient ces pratiques : exprimer la conscience du péché et le repentir, manifester la fermeté de la décision de s’amender, mais, par-dessus tout, reconnaître de façon pratique la seigneurie de Dieu sur l’ensemble de la création. C’est le sens fondamental du sacrifice, décrit par exemple dans le livre du Lévitique (cf. Lv 16,3-25).
Les prophètes mirent souvent en garde contre le risque de ritualisme et d’hypocrisie induit par ces pratiques, dès lors qu’elles restent purement extérieures : « Les jours de jeûne, vous traitez des affaires et vous opprimez tous vos ouvriers. Or vous jeûnez dans la dispute et la querelle et en frappant à coups de poing le pauvre… » (Is 58,3-4). Aussi les prophètes insistent-ils sur les dispositions intérieures, manifestées dans des œuvres de justice et de miséricorde : « Ne savez-vous pas le jeûne qui me plaît ? oracle du Seigneur Yahvé : Rompre les chaînes injustes, délier les liens du joug, renvoyer libres les opprimés, briser tous les jougs ; partager ton pain avec l’affamé, héberger les pauvres sans abri, vêtir celui que tu vois nu… » (Is 58,6-7).
Les pratiques pénitentielles ne sont pas disqualifiées pour autant, elles restent nécessaires dès lors qu’elles expriment les sentiments du cœur : « Oracle de Yahvé, revenez à moi de tout votre cœur, dans le jeûne, les pleurs et les cris de deuil. Déchirez vos cœurs, et non vos vêtements, revenez à Yahvé votre Dieu, car il est tendresse et pitié » (Jl 2,12-13).

### Nouveau Testament
Le Nouveau Testament confirme cet enseignement, tout en introduisant une dimension nouvelle qui découle de la relation au Christ.
À la charnière de l’Ancien et du Nouveau Testament, Jean-Baptiste offre le modèle d’une vie ascétique, orientée vers la venue du Royaume de Dieu. Il vit au désert, vêtu d’une peau de chameau et se nourrissant de sauterelles (cf. Mt 3,4).
Le Christ lui-même n’a pas eu besoin de s’imposer des pénitences extraordinaires, en quoi il se distingue de Jean-Baptiste (cf. Mt 11,18). Il fera pourtant l’éloge du précurseur (Mt 11,7-8), et se retirera quarante jours au désert pour y jeûner et prier, avant de commencer sa prédication (Mt 4,1-2). Il mènera une vie austère, de travail puis de prédication itinérante. À ses disciples, il demande d’abord d’observer les jeûnes prescrits par la Loi, qu’il observait lui-même (Mt 9,15). Il leur annonce qu’ils jeûneront après son départ (Mt 9,15), et que le jeûne, uni à la prière, les aidera à lutter contre les pires démons (Mc 9,29).
Au-delà de ces prescriptions, le Christ enseigne surtout l’esprit dans lequel pratiquer le jeûne : sans ostentation et de façon joyeuse : « Pour toi, si tu jeûnes, parfume-toi la tête et lave-toi le visage, afin de ne pas laisser voir aux hommes que tu jeûnes, mais seulement à ton Père qui est présent dans le secret » (Mt 6,17-18). Cet accent sur l’intériorité et la joie constitue un point de repère majeur pour la compréhension chrétienne de la mortification.
Lorsque s’approche sa Passion, le message du Christ se fait plus exigeant : à qui veut le suivre, le Christ demande d’être prêt à renoncer à soi-même et à « porter sa croix » (Lc 9,23). Cette parole mystérieuse ne prendra son sens qu’après que les disciples eurent été témoins de l’immensité des souffrances endurées par le Christ lors de sa Passion. Cette parole et cet exemple donnent ainsi la loi suprême de la vie chrétienne, qui est d’être une imitation de Jésus-Christ. C’est cette loi essentielle qui est transmise aux premiers chrétiens par l’apôtre saint Pierre : « Le Christ a souffert pour vous, vous laissant un modèle afin que vous suiviez ses traces » (I P 2,21).
Le jeûne, généralement associé à la prière et à l’aumône, est présent dans la vie des premiers disciples du Christ (cf. Ac 13,2-3). L’existence tourmentée de saint Paul manifeste la conscience que le service de Dieu est inséparable de la privation et de la souffrance, parfois subies, parfois volontairement recherchées : « Nous nous affirmons en tout comme des ministres de Dieu : par une grande constance dans les tribulations, dans les détresses, dans les angoisses, sous les coups, dans les prisons, dans les émeutes, dans les fatigues, dans les veilles, dans les jeûnes… » (2 Co 6,4-5).
Ces épreuves ne sont pas vues par saint Paul comme une simple conséquence d’un ministère exigeant. Elles trouvent leur sens le plus profond dans la reproduction de la vie du Christ qu’elles opèrent dans le disciple : « Je trouve ma joie dans les souffrances que j’endure pour vous, et je complète en ma chair ce qui manque aux épreuves du Christ pour son Corps, qui est l’Église » (Col 1,24).
En même temps, Paul met en garde les chrétiens contre la fausse ascèse, celle qui serait coupée de sa relation au mystère du Christ (cf. Col 2,20-23).
Cet enseignement déjà très complet sera recueilli par les Pères de l'Église, et mis au service de leur activité pastorale.